# دكتاتورية خيرة

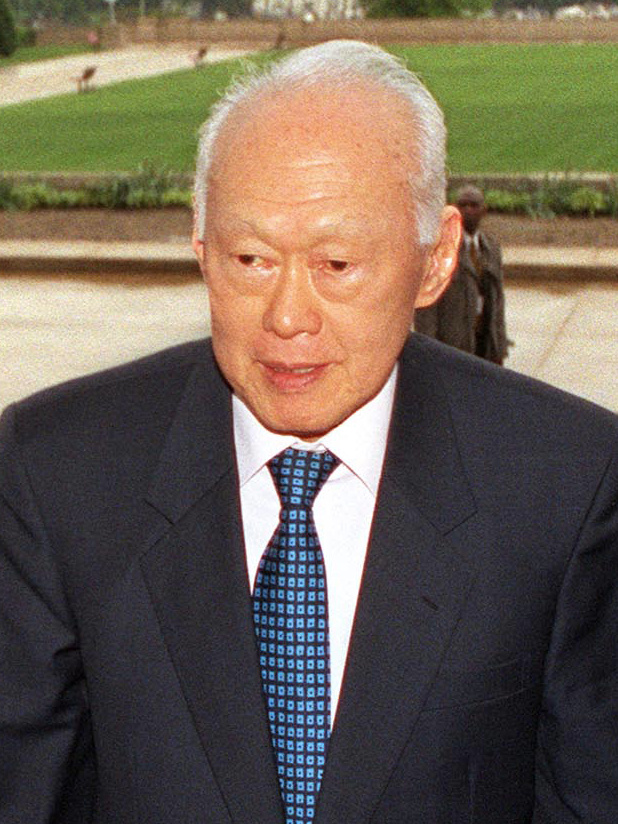

الدكتاتورية الخيرة هي شكل من أشكال الحكومات حيث يمارس الزعيم المستبد السلطة السياسية لصالح كافة السكان وليس لصالحه الخاص أو لصالح جزء صغير من الشعب. الديكتاتور الخير قد يسمح ببعض الديموقراطية في صنع القرار مثل إجراء استفتاءات عامة.
وغالبًا ما تنطبق هذه التسمية على بعض الزعماء مثل جوزيف بيلسودسكي وجوزيب بروز تيتو ومصطفى كمال أتاتورك

## السمات المميزة
ترسم الكثير من النظم الدكتاتورية لنفسها صورة على أنها تعمل من أجل الخير وغالبًا ما تميل إلى النظر إلى النظم الديموقراطية الأخرى على أنها فوضى وغير فعالة بل وفاسدة والقليل منهم من لديه نظرة وأفق واسع لما خارج بلادهم أو الداعمين لهم.
في اللغة الإسبانية، تستخدم التورية في كلمة dictablanda «تعني الدكتاتورية الناعمة» أحيانًا في وصف الدكتاتوريات التي تحافظ على بعض الحريات وآليات الديمقراطية مثل ديكتاتورية داماسو بيرنجير. وهذه التورية في اللغة الإسبانية في كلمة dictadura هي «الدكتاتورية» dura هي «الصلابة» وblanda هي «الناعمة»، وبالمثل تستخدم هذه التورية في اللغة البرتغالية مثل تعبير ditabranda ou ditamole، وفي فبراير 2009 خصصت صحيفة برازيلية تسمى «فولها دي ساوباولو» Folha de S.Paulo مقالاً افتتاحيًا لتصنيف الدكتاتورية العسكرية في البرازيل (1964–1985) مثل مصطلح "ditabranda" خلق جدلاً.